# El Moro (Buenos Aires)
El Moro es una localidad del partido de Lobería, al sur de la provincia de Buenos Aires, Argentina.
En esta localidad se encuentra funcionando la Escuela N.º 4 y en sus alrededores se encuentra la clausurada estación ferroviaria El Moro y algunas pocas viviendas. La Escuela N.º 3 comenzó a funcionar a partir de 1889 en la estancia del Moro, de Don Avelino García que luego en 1893, fue trasladada a la estación Tamangueyú. También existen en el lugar importantes estancias como La Josefina, La Elvira, La Luisa y El Moro.

## Toponimia
Su nombre proviene de un arroyo homónimo que atraviesa la zona.

## Distancias
23 km pavimentados a Lobería por Ruta Provincial 55 y 4 km de acceso.
- Datos: Q1948668